# Czarny czosnek

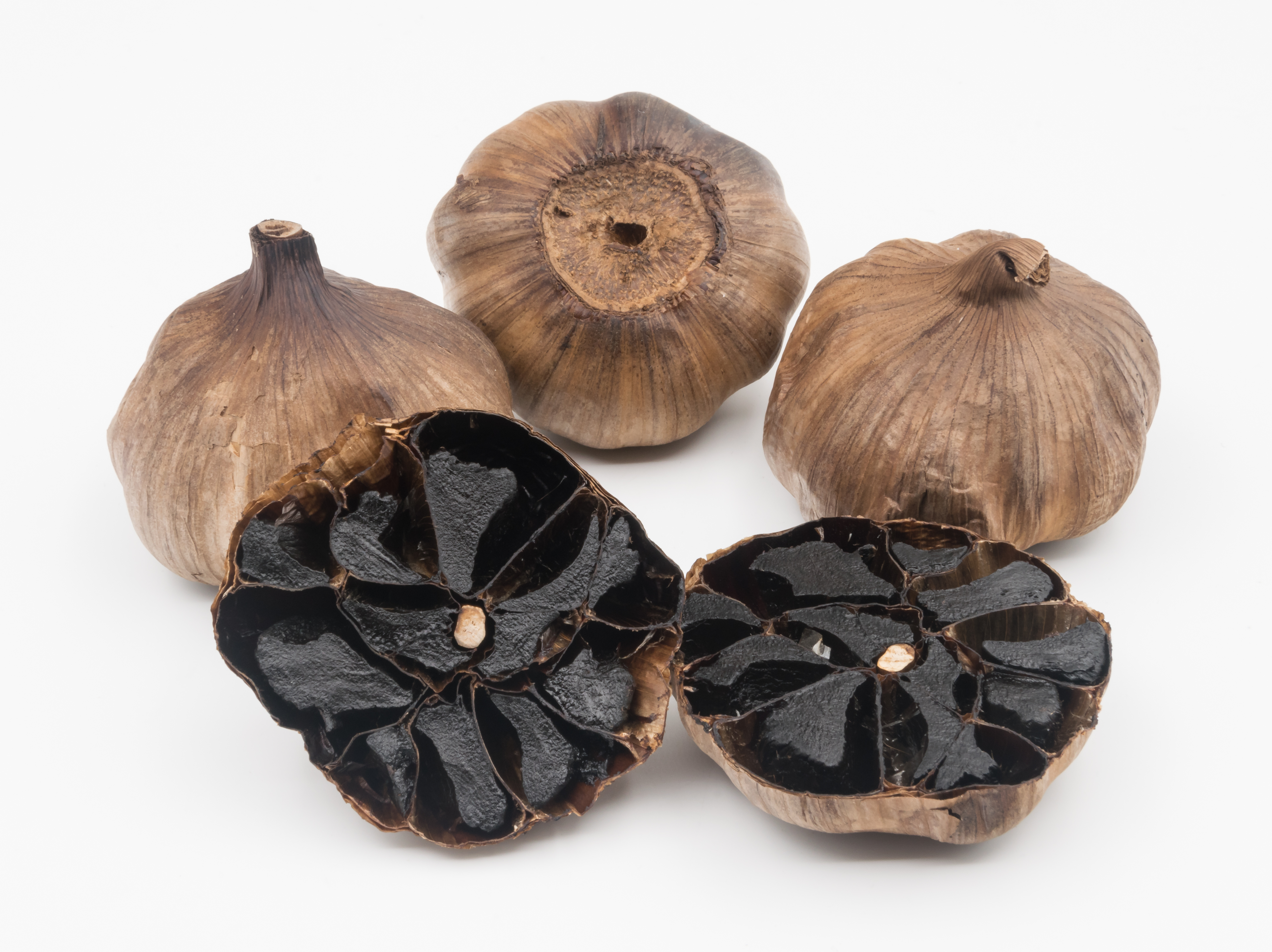
Czarny czosnek – główka w przekroju

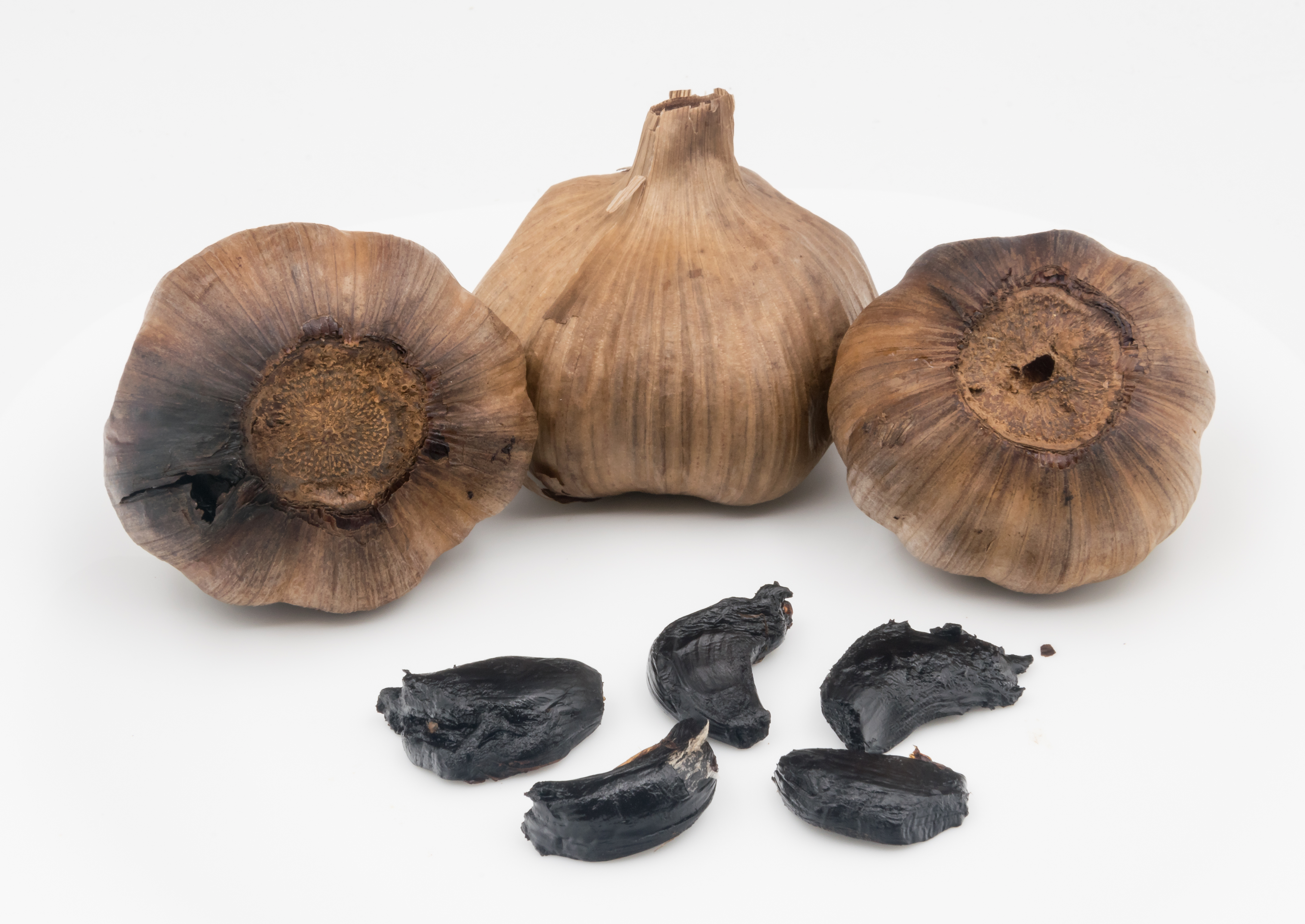
Czarny czosnek – obrane ząbki

Czarny czosnek – rodzaj dojrzałego czosnku o głębokim brązowo-czarnym kolorze. Powstaje on poprzez umieszczenie czosnku na kilka tygodni w ciepłym, wilgotnym środowisku, w wyniku czego powstają czernieje. Proces ten wywodzi się ze wschodniej Azji. Czarny czosnek jest stosowany w kulinariach.

## Proces produkcyjny
Czarny czosnekprzygotowuje się przez obróbkę cieplną surowej, świeżej cebuli czosnku (Allium sativum L.) w wysokiej temperaturze przy kontrolowanej wilgotności i przez określony czas. Proces termiczny, jakiemu poddawany jest czosnek zmienia barwę ząbków czosnku na czarną lub ciemno-brązową, smak na słodko-kwaśny oraz konsystencję na gumowatą. Parametry procesu, tj. czas, wilgotność oraz temperatura różnią się w zależności od kultury (kraju), producentów i przeznaczenia produktu. Okres inkubacji czarnego czosnku jest zależny od temperatury: im wyższa temperatura, tym krótszy czas produkcji. Czarny czosnek wytwarza się na ogół w zakresie temperatur 40-90 °C i wilgotności względnej (RH) 60-90%. Różne temperatury i okresy produkcji powodują różnicę w stężeniu składników aktywnych w czosnku.
W czasie produkcji czarnego czosnku allicyna jest przekształcana w inne związki, takie jak S-allilocysteina, tetrahydro-β-karboliny i biologicznie czynne alkaloidy. Największe zainteresowanie w czarnym czosnku budzi poziom S-allilocysteiny (SAC), której jest więcej w wyrobie gotowym aniżeli w surowcu. Im dłuższy czas starzenia, tym zawartość SAC wzrasta.

## Właściwości prozdrowotne
Procesy ogrzewania prowadzą do powstawania związków biologicznych, które nie są pierwotnie obecne w czosnku. Wpływ procesów termicznych na stężenie poszczególnych flawonoidów i kwasów fenolowych w czosnku oraz analiza wpływu procesów termicznych na czosnek wykazała, że obróbka cieplna zwiększa ich ilość w stosunku do świeżego czosnku.
Dowiedziono działanie przeciwzapalne, przeciwutleniające, przeciwalergiczne, przeciwcukrzycowe, hipocholesterolemiczne, hipolipidemiczne i przeciwnowotworowe.
Czarny czosnek może potencjalnie być stosowany jako przeciwzapalny środek leczniczy. Wyciąg z czarnego czosnku wzmacnia odporność komórkową poprzez zwiększenie aktywności komórek NK (tzw. naturalnych zabójców), które, jak się uważa, odgrywają kluczową rolę w eliminacji komórek nowotworowych in vivo. 
Czarny czosnek wykazuje zależny od dawki efekt chemioprewencyjny w kilku nowotworach in vitro i in vivo. Hamuje proliferację komórek i indukuje apoptozę w komórkach ludzkiego raka żołądka SGC-7901 i raka okrężnicy HT29. Wyciągi z czarnego czosnku w 70% i 90% etanolu wykazują cytotoksyczność w szeregu ludzkich linii komórek nowotworowych: AGS, A549, raka płuc, HepG2 i raka piersi MCF-7.
Czarny czosnek wykazuje działanie antyoksydacyjne i może być stosowany do poprawy oksydacyjnych systemów obronnych u starszych pacjentów lub pacjentów dotkniętych różnymi stresami oksydacyjnymi, na przykład, cukrzycą i powikłaniami cukrzycowymi. Czarny czosnek wykazuje działanie hepatoprotekcyjne, nefroprotekcyjne, hipolipidemiczne i przeciw otyłości, bez efektów hipoglikemicznych. Dieta uwzględniająca 5% czarnego czosnku zmniejsza insulinooporność, obniża poziom całkowitego cholesterolu i triglicerydów w surowicy.

## Wartości odżywcze
Głównymi składnikami czarnego czosnku są: aminokwasy i ich pochodne, związki siarkoorganiczne, sacharydy i ich pochodne, lipidy i ich pochodne i inne.

## Zastosowanie
Nadaje się do bezpośredniego spożycia. Dzięki przetworzeniu traci ostrość świeżego czosnku w smaku i zapachu. Wyczuwalny smak: kwaśny, słodki, gorzki, umami. Można serwować go z sushi, zupą kremem, sosami, dipami, jako składnik sałatek i past warzywnych. Można nim również marynować mięsa.